# Wampanoag
Els wampanoag (o també wôpanâak) són una tribu algonquina, també anomenada pokanoket, el nom del qual volia dir «gent de l'Est».
Vivien als estats de Rhode Island i Massachusetts, a Martha’s Vineyard, les Badies de Bristol i Narragansett i els marges del riu Pawtucket. Eren semisedentaris, com la majoria de les tribus dels voltants. S'alimentaven mercè el conreu del moresc, la carn de cacera i la pesca, i que es dividien en subtribus regentades per sachem o sotscaps, encara que un sol podia regentar tota la tribu sencera en cas de guerra. Eren relacionats lingüísticament amb els massachusets i narragansett i aliats dels pennacook.
Parlen el wampanoag, una llengua que es creïa extint i que s'ha recuperat. Després un treball científic pel Massachusetts Institute of Technology llançat el 2001, va començar un discret renaixement amb els primers nens que la tenen com a primera llengua. Mocassí i tomahawk són dos mots wamanoag que han entrat en altres llengües. El 2010, el diccionari contenia uns 9100 paraules. Una traducció de la biblia del 1663 per John Eliot (1604-1690), un missioner purità, va ser un ajuda considerable.

## Demografia
Segons Bartholomew Gosnold, el 1602 eren uns 5.000, però havien estat reduïts a 3.000 el 1640 i a 300 el 1750. El 1970 en quedaven uns cinc-cents, i el 1980 eren uns 1.200 amb els massachussets. Segons dades de la BIA del 1995, a la Reserva Wampanoag de Massachusetts hi vivien 865 dels quals 801 inscrits al rol tribal. Segons el cens dels Estats Units del 2000, eren 4.594 individus (2.336 «purs»).
Les principals viles eren Acushnet, Agawam, Assameekg, Assawompset, Assonet, Betty's Neck, Chaubaqueduck, Coaxet, Cohannet, Cooxissett, Cowsumpsit, Gayhead, Herring Pond, Jones River, Kitteaumut, Loquasquscit, Mattakeset, Mattapoiset, Miacomit, Munponset, Namasket, Nashamoiess, Nashanekammuck, Nukkehkummees, Nunnepoag, Ohkonkemme, Pachade, Pocasset, Quittaub, Saconnet, Saltwater Pond, Sanchecantacket, Seconchqut, Shawomet, Shimmoah, Talhanio, Toikiming, Wauchimoqut i Wawayontat.

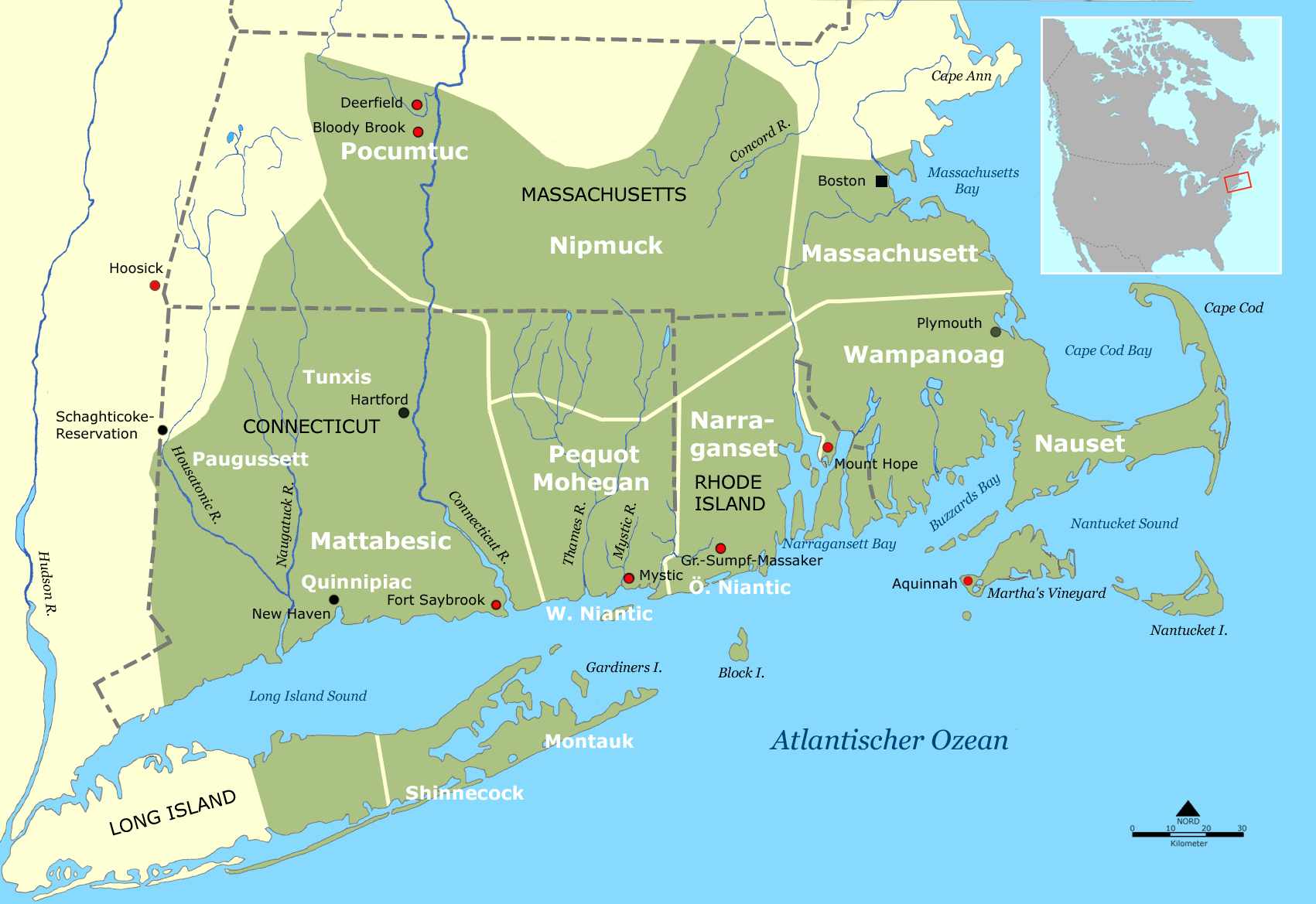
Tribus algonquines de Nova Anglaterra

## Història
Cap al 1600 posseïen unes trenta viles i llur capitost Massassoit, malgrat la seva desconfiança a la primeria, va signar la pau amb els primers invasors blancs, un grup de puritans de Portsmouth, que els nouvinguts van rebre amb els altres caps Squanto i Samoset. La vila principal era Pokanoket, vora Mount Hope (actualment Bristol). El 1617, però, patiren una epidèmia de pesta negra que en va delmar un gran nombre. Tot i així, els pelegrins foren ben rebuts pel cap dels pokanoket, Iusamequin, a Sowami, capital de Massassoit.
Wamsutta o Alexander va continuar la política conciliadora del seu pare, que s'havia mort el 1661, però els blancs respongueren amb vexacions i expropiacions de terres. Després de la seva misteriosa mort el 1662, fou nomenat cap al seu germà Metacomet o King Philipp, al qui provaren d'obligar el 1671 a cedir una bona part del seu territori i de la sobirania política. Com a resposta, s'alià amb narragansett, nipmuc i pennacook i declarà la Guerra del Rei Felip del 1675, amb 12.000 indis que atacaren 50 dels 90 establiments blancs. En destruïren 9 i mataren mil colons, però acabà amb la derrota quan assetjaren Swansea i la virtual exterminació de la tribu. King Philipp fou fet presoner i executat el 12 d'agost del 1676, el seu cap exposat en una pica i la seva dona i fills, venuts com a esclaus a les Antilles. Els pocs supervivents s'uniren als narragansetts de Ninigret i s'aixoplugaren amb els saconnets a Gay Head (Massachusetts).
Alguns, però, reberen permís per a establir-se a l'interior de Nantuket, Martha’s Vineyard i el cap Cod. Però el 1704 encara organitzaren un atac a Deerfield i mataren tots els habitants.
El dia d'acció de Gràcies a Plymouth (Massachusetts) del 1970, els organitzadors van convidaren a fer un parlament el wampanoag Frank James, qui ho aprofità per a denunciar l'ocupació, els mals tractaments i tot. El 1998, però, van obtenir el permís per a obrir un casino a Aleys General Store (Martha’s Vineyard), una bona font d'ingressos.
La família dels presidents de George H. W. Bush i George W. Bush tenen avantpassat wamanoag.

## Uns wampanoag destacats
- Squanto (1591-1622)
- Massassoit (…-1660)
- Wamsutta (…-1662)
- Metacomet (segle xvii
- Melvin Coombs (1948-1997)
- Gabriel Horn (1947-…), escriptor